# Nemoromyia nemorosa
Nemoromyia nemorosa är en tvåvingeart som beskrevs av Yu och Liu 1991. Nemoromyia nemorosa ingår i släktet Nemoromyia och familjen svidknott. Inga underarter finns listade i Catalogue of Life.